# بيتر ماكناب
بيتر ماكناب هو لاعب هوكي الجليد كندي، ولد في 8 مايو 1952 في فانكوفر في كندا.

## وصلات خارجية
- بيتر ماكناب على موقع دوري الهوكي الوطني (الإنجليزية)
- بيتر ماكناب على موقع قاعة مشاهير الهوكي (لاعب أن.إتش.أل) (الإنجليزية)
- بيتر ماكناب على موقع EliteProspects.com (الإنجليزية)
- بيتر ماكناب على موقع HockeyDB.com (الإنجليزية)
- بيتر ماكناب على موقع Hockey-Reference.com (الإنجليزية)